# Żarlińczyk potokowy
Żarlińczyk potokowy (Paederidus ruficollis) – gatunek chrząszcza z rodziny kusakowatych i podrodziny żarlinków.
Gatunek ten został opisany w 1777 roku przez Johana Christiana Fabriciusa jako Paederus ruficollis.
Chrząszcz o wydłużonym i lekko wypukłym ciele długości od 6,5 do 7 mm. Ubarwienie głowy, głaszczków, odnóży i odwłoka jest czarne, czasem z granatowym połyskiem. Silnie zwężone ku tyłowi skronie są niemal dwukrotnie dłuższe od średnicy oka. Czułki są długie i smukłe. Duże żuwaczki mają po dwa zęby na krawędziach wewnętrznych. Przedplecze jest w zarysie owalne, najszersze przed środkiem, ubarwione koralowoczerwono. Pokryw są nierozszerzone ku tyłowi, metalicznie niebieskie lub granatowe, gęsto porośnięte żółtawym owłosieniem. Cztery początkowe tergity mają w nasadowych częściach niepunktowane, poprzeczne bruzdy.
Owad znany z Portugalii, Hiszpanii, Wielkiej Brytanii, Francji, Belgii, Holandii, Niemiec, Szwajcarii, Austrii, Włoch, Danii, Szwecji, Polski, Czech, Słowacji, Węgier, Ukrainy, Słowenii, Chorwacji, Rumunii, Bośni i Hercegowiny, Serbii, Czarnogóry, Macedonii, Grecji, Rosji, Bliskiego Wschodu i Afryki Północnej. Zasiedla piaszczysto-muliste, żwirowate i kamieniste pobrzeża rzek i potoków, rzadziej pobrzeża stawów i kałuż oraz pola i łąki. W Polsce jest pospolity w górach i okolicach podgórskich, zaś na nizinach coraz rzadszy ku północy, aczkolwiek sięgający Pomorza i Mazur.